# Confine tra Iran e Turchia
Il confine tra l'Iran e la Turchia (in persiano مرز ترکیه و ایران‎; in turco İran–Türkiye sınırı) è lungo 534 km e parte dalla triplice frontiera con l'Azerbaigian a nord fino al triplice frontiera con l'Iraq a sud.

## Geografia
Il confine inizia a nord alla triplice frontiera con la Repubblica Autonoma Nakhchivan dell'Azerbaigian sul fiume Aras. Il confine procede a nord-ovest lungo il fiume Karasu Çayı, concedendo così alla Turchia una striscia di territorio che la collega all'Azerbaigian. Il confine procede quindi a sud-ovest e poi a sud attraverso una serie di linee territoriali irregolari, fino alla triplice frontiera irachena. La regione di confine è estremamente montuosa ed è popolata principalmente da curdi su entrambi i lati.

## Storia

### Periodo ottomano (1500-1920)
L'Impero ottomano aveva conquistato gran parte di ciò che oggi è l'Iraq dalla Persia safavide nella guerra ottomano-safavide del 1532-1555. La guerra si concluse con la pace di Amasya, con la quale fu confermato il dominio ottomano sulla regione. Il controllo ottomano della Mesopotamia e della Turchia orientale fu confermato in seguito alla guerra ottomano-safavide (1623-1639), che si concluse con il trattato di Zuhab. Il trattato di Zuhab stabiliva che il confine tra i due imperi sarebbe corso tra i monti Zagros e il fiume Tigri, sebbene a quel tempo non si fosse tracciata una linea precisa.
Durante la guerra ottomana-Hotaki (1722-1727) gli ottomani invasero l'Iran in alleanza con la Russia, conquistando ampie parti dell'Iran nord-occidentale attraverso il trattato di Hamedan. Un'altra guerra seguì nel 1740 che fu conclusa dal trattato di Kerden nel 1746, che restaurò le province occidentali dell'Iran e riaffermò il confine di Zuhab del 1639.
La guerra ottomano-persiana del 1821-1823 terminò con la firma del primo trattato di Erzurum, che riaffermò il confine di Zuhab del 1639.
Un'apposita commissione che coinvolse funzionari persiani, ottomani, russi e britannici ha assistito alla delimitazione del confine, risultato dal secondo trattato di Erzurum del 1847 che affermava il confine del 1639 con alcune piccole modifiche. La commissione riprese il suo lavoro negli anni successivi, e dopo molto lavoro seguita da una disputa cartografica, fu prodotta nel 1869 una mappa dettagliata. Alcune piccole modifiche furono apportate nelle vicinanze del Qotur a seguito del trattato di Berlino del 1878.
Nonostante il lavoro della commissione, sono proseguite le controversie sul preciso allineamento dei confini. Gli ottomani e l'Iran accettarono di lavorare su una demarcazione più precisa nel 1911 su sollecitazione di Russia e Gran Bretagna, che avevano aspirazioni coloniali nella regione. Dal novembre 1913 all'ottobre 1914 una commissione sul confine stabilì il Protocollo di Costantinopoli, fornendo una delimitazione dettagliata dell'intero confine. La commissione di confine delle quattro nazioni ha quindi esaminato il confine di terra delimitandolo con pilastri (esclusa l'area del Qotur che è rimasta in discussione), producendo una serie di mappe dettagliate raffiguranti la frontiera confermata.

### Periodo post-ottomano (1920 -ad oggi)
Durante la prima guerra mondiale una rivolta araba, sostenuta dalla Gran Bretagna, riuscì a rimuovere gli ottomani dalla maggior parte del Medio Oriente. Come risultato dell'accordo segreto anglo-francese Sykes-Picot del 1916, la Gran Bretagna ottenne il controllo dei territori ottomani di Mosul, Baghdad e Bassora, riorganizzati nel mandato dell'Iraq nel 1920.
Con il trattato di Sèvres del 1920 la Turchia anatolica doveva essere suddivisa, con le aree a nord del vilayet di Mosul da includere all'interno di uno stato curdo autonomo o indipendente. I nazionalisti turchi, indignati per il trattato, contribuirono allo scoppio della guerra d'indipendenza turca; il successo turco in questo conflitto rese Sèvres obsoleta. Con il trattato di Losanna del 1923 fu riconosciuta l'indipendenza della Turchia e fu approvato un accordo territoriale molto più generoso, anche se comportò la rinuncia formale della Turchia a qualsiasi rivendicazione territoriale sulle terre arabe. A est l'ex confine ottomano-iraniano fu mantenuto, formando i confini attuali di Iran e Iraq, e anche tra Iran e la neonata Repubblica di Turchia.
Il 9 aprile 1929 fu firmato ad Ankara un trattato tra Turchia e Iran per delimitare ulteriormente il loro confine, in parte in risposta alla ribellione curda dell'Ararat; ciò fu poi finalizzato alla convenzione di Teheran del 1932, con l'accordo di alcuni piccoli scambi di territorio nelle vicinanze del Piccolo Ararat, Bazhergah e Qotur. Il confine fu quindi delimitato e un accordo finale venne firmato a Teheran il 26 maggio 1937.

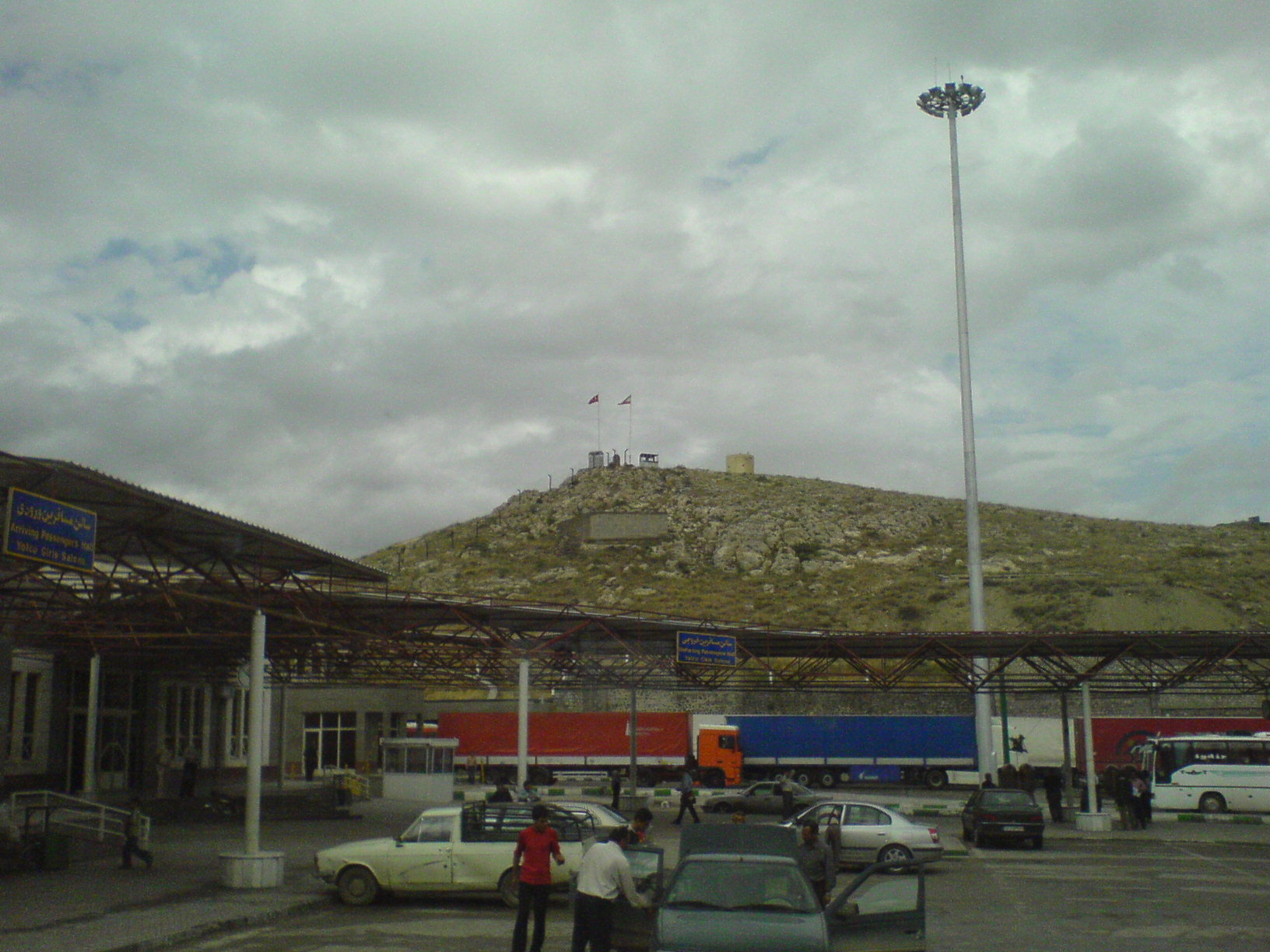
Il confine all'altezza di Bazargan

Dal 2017, la Turchia ha iniziato a costruire una barriera lungo il suo con l'Iran per prevenire gli attraversamenti illegali e il contrabbando. Il muro coprirà 144 km di confine. A dicembre 2017, metà della barriera di confine era stata completata. Secondo i funzionari responsabili del progetto, la barriera di confine avrebbe dovuto essere completata entro la primavera del 2019. La commissione nazionale per l'edilizia abitativa TOKİ sta costruendo il muro nelle province di Iğdır e Ağrı. L'Iran ha accolto con favore la costruzione della barriera di confine.
Nel 2023 la barriera si sviluppava per oltre la metà della lunghezza del confine turco-iraniano e consisteva in un muro di cemento di tre metri di altezza, rafforzato con filo spinato e sensori elettronici e fortificato con torri di avvistamento la cui costruzione è stata finanziata con fondi dell'Unione europea.

## Insediamenti vicino al confine

### Iran
- Maku
- Qotur
- Seyah Cheshmeh
- Salmas
- Barduk

### Turchia
- Doğubayazıt, Ağrı
- Kapıköy, Van
- Gürbulak, Ağrı
- Saray, Van
- Böğrüpek
- Atlılar
- Esendere, Hakkari
- Borualan, Iğdır

## Valichi di frontiera
Sono presenti tre valichi lungo tutto il confine, due per il traffico veicolare e uno per il traffico veicolare e ferroviario. Il più trafficato dei tre, Gürbulak, è tra i posti di blocco di frontiera più trafficati del mondo.
| Frontiera turca | Provincia | Frontiera iraniana | Provincia               | Apertura          | Strade in Turchia | Strade in Iran | Stat   |
| --------------- | --------- | ------------------ | ----------------------- | ----------------- | ----------------- | -------------- | ------ |
| Gürbulak        | Ağrı      | Bazargan           | Azerbaigian occidentale | 4 settembre 1953  |                   |                | Aperto |
| Kapıköy         | Van       | Razi               | Azerbaigian occidentale | 16 aprile 2011    |                   |                | Aperto |
| Esendere        | Hakkâri   | Serow              | Azerbaigian occidentale | 15 settembre 1964 |                   |                | Aperto |
| Borualan        | Iğdır     | N / A              | Azerbaigian occidentale | 1 gennaio 1985    |                   |                | Chiuso |